# منى شباح
منى شباح (المهدية، 8 جويلية 1982) لاعبة كرة يد تونسية، تنشط في منتخب تونس لكرة اليد للسيدات وفي نادي سيركل نيم الفرنسي منذ 2014.

## الألقاب

### الأندية

#### المسابقات الدولية
- فائزة بكأس أوروبا للأندية الفائزة بالكأس لكرة اليد للسيدات: في 2014 مع نادي فيبورغ لكرة اليد.

#### المسابقات الوطنية
- بطلة الدنمارك في 2014 مع نادي فيبورغ لكرة اليد.
- فائزة بكأس الدنمارك في 2010 و2011 و2013 و2014 مع نادي فيبورغ لكرة اليد.
- فائزة بكأس السوبر في 2011 مع نادي فيبورغ لكرة اليد.
- نهائي كأس فرنسا في 2015 مع سيركل نيم لكرة اليد.

### المنتخب

#### بطولة العالم لكرة اليد للسيدات
- المرتبة 15 بطولة العالم لكرة اليد للسيدات 2007 ( فرنسا)
- المرتبة 14 بطولة العالم لكرة اليد للسيدات 2009 ( الصين)
- المرتبة 18 بطولة العالم لكرة اليد للسيدات 2011 ( البرازيل)
- المرتبة 17 بطولة العالم لكرة اليد للسيدات 2013 ( صربيا)

#### بطولة أفريقيا لكرة اليد للسيدات
- فضية بطولة أفريقيا لكرة اليد للسيدات 2006 ( تونس)
- المرتبة 4 بطولة أفريقيا لكرة اليد للسيدات 2008 ( أنغولا)
- فضية بطولة أفريقيا لكرة اليد للسيدات 2010 ( مصر)
- فضية بطولة أفريقيا لكرة اليد للسيدات 2012 ( المغرب)
- ذهبية بطولة أفريقيا لكرة اليد للسيدات 2014 ( الجزائر)

### ألقاب فردية
- أفضل لاعبة في بطولة فرنسا لكرة اليد للسيدات في 2015.
- أفضل لاعبة في بطولة أفريقيا لكرة اليد للسيدات: 2010 و2012.
- أفضل نصف وسط في بطولة الدنمارك في 2010.
- أفضل نصف وسط في بطولة أفريقيا لكرة اليد للسيدات 2010.
- أفضل ظهير أسير في بطولة فرنسا لكرة اليد للسيدات في 2007-2008.

## روابط خارجية
- منى شباح على موقع الاتحاد الأوروبي لكرة اليد (الإنجليزية)